# Ulrich Kleist
Ulrich Erasmus Heinrich Ewald Oskar Kleist (* 14. September 1866 in Falkenburg; † nach 1917) war ein deutscher Dichter, Schriftsteller und Lehrer.

## Leben
Kleist wurde im pommerischen Falkenburg als Sohn des gleichnamigen Bürgermeisters des Ortes geboren und besuchte das Gymnasium in Belgard (heute: Białogard), wo sein Vater von 1872 bis 1884 ebenfalls dieses Amt übernommen hatte. Kleist entstammte zwar dem alten Adelsgeschlecht derer von Kleist, jedoch hatten seine Vorfahren bereits den Adelstitel abgelegt. Von 1886 und 1888 studierte er schließlich in Greifswald und anschließend in Halle (Saale) Geschichte, Erdkunde, Germanistik und alte Sprachen, wo er im Jahre 1892 auch habilitierte.
Danach wirkte er ab 1892 als Hauslehrer und Erzieher in Elsterwerda. Später lebte er in Leopoldshall bei Staßfurt. Von 1894 bis 1903 war er unter anderem als Leiter höherer Privatschulen in Lilienthal, auf Norderney und in Templin tätig. Im Jahre 1905 legte er das Examen als Oberlehrer ab und war nach seinem Seminarjahr an den Franckeschen Stiftungen in Halle in dieser Funktion ab 1907 am Stadtgymnasium im schlesischen Waldenburg (heute: Wałbrzych) und ab 1910 im niedersächsischen Hannover tätig. Um 1917 lebte er auf der Nordseeinsel Norderney.

## Schriften (Auswahl)
- Die sächsischen Städtebünde zwischen Weser und Elbe im 13. und 14. Jahrhundert. In: Zeitschrift des Harzvereins für Geschichte und Altertumskunde, Band 25, 1892
- Ernst und Scherz. Dresden 1895 (Gedichtband)